# 新疆维吾尔自治区和田地区第二中学
新疆维吾尔自治区和田地区第二中学，建于1959年，是和田地区历史最悠久的一所以汉语为主。现有两个校区，主校区位于和田市建设路，分校区是原和田地区财贸学校位于和田市北京西路最西端。现任校长王昆旭。
该学校有思政科，教务科，总务科三个大科室。食堂归思政科管理。共有三个年级部。教职工以本科、大专学历为主。教育质量在当地最高（当地只有两所汉语言高中，另一所高中是和田地区实验中学）。